# Seiji Honda
Seiji Honda (本田 征治, Honda Seiji) est un footballeur japonais né le 25 février 1976.